# 10 yên (tiền kim khí)
Đồng tiền xu 10 yên (十円硬貨 (Thập viên ngạnh hoá) Jū-en kōka) là một mệnh giá của đồng Yên Nhật.
Mặt trước đồng tiền xu mô tả Phượng Hoàng sảnh của Byōdō-in, một ngôi chùa ở Uji, Kyoto, với chữ kanji ghi "Nhật Bản" và "Mười Yên." Mặt sau ghi con số "10" và ngày phát hành bằng kanji với xung quanh là lá nguyệt quế.
Đồng tiền xu 10 yên phát hành từ 1951 đến 1958 có viền được làm răng cưa, trong khi đồng tiền xu 10 yên phát hành từ 1959 trở đi thì không.

## Số liệu lưu hành

### Thời kỳ Chiêu Hoà
Dưới đây là những năm lưu hành trong triều đại của Thiên hoàng Hirohito. Các năm dưới đây tương ứng với năm thứ 23 đến năm thứ 64 (cuối cùng) trong triều đại của ông. Tiền xu 10 yên được phát hành trước năm 1959 có viền được làm răng cưa, nhưng ngày nay được đổi sang viền trơn. Tiền xu trong giai đoạn này sẽ bắt đầu với ký hiệu tiếng Nhật 昭和 (Chiêu Hoà - Shōwa).
- Tiền xu Nhật Bản được đọc với thứ tự từ trái qua phải:

"Tên của Thiên hoàng" → "Số thứ tự đại diện cho năm tại vị" → "Năm" (Ví dụ: 昭和 → 四十八 → 年).
| Năm triều đại | Năm tiếng Nhật | Năm Gregorius | Lượng tiền được đúc (hàng nghìn) |
| ------------- | -------------- | ------------- | -------------------------------- |
| 26            | 二十六         | 1951          | 101,068                          |
| 27            | 二十七         | 1952          | 486,632                          |
| 28            | 二十八         | 1953          | 466,300                          |
| 29            | 二十九         | 1954          | 520,900                          |
| 30            | 三十           | 1955          | 123,100                          |
| 31            | 三十一         | 1956          | 0                                |
| 32            | 三十二         | 1957          | 50,000                           |
| 33            | 三十三         | 1958          | 25,000                           |
| 34            | 三十四         | 1959          | 62,400                           |
| 35            | 三十五         | 1960          | 225,900                          |
| 36            | 三十六         | 1961          | 229,900                          |
| 37            | 三十七         | 1962          | 284,200                          |
| 38            | 三十八         | 1963          | 411,300                          |
| 39            | 三十九         | 1964          | 479,200                          |
| 40            | 四十           | 1965          | 387,600                          |
| 41            | 四十一         | 1966          | 395,900                          |
| 42            | 四十二         | 1967          | 158,900                          |
| 43            | 四十三         | 1968          | 363,600                          |
| 44            | 四十四         | 1969          | 414,800                          |
| 45            | 四十五         | 1970          | 382,700                          |
| 46            | 四十六         | 1971          | 610,050                          |
| 47            | 四十七         | 1972          | 634,950                          |
| 48            | 四十八         | 1973          | 1,345,000                        |
| 49            | 四十九         | 1974          | 1,780,000                        |
| 50            | 五十           | 1975          | 1,280,260                        |
| 51            | 五十一         | 1976          | 1,369,740                        |
| 52            | 五十二         | 1977          | 1,467,000                        |
| 53            | 五十三         | 1978          | 1,435,000                        |
| 54            | 五十四         | 1979          | 1,207,000                        |
| 55            | 五十五         | 1980          | 1,127,000                        |
| 56            | 五十六         | 1981          | 1,369,000                        |
| 57            | 五十七         | 1982          | 890,000                          |
| 58            | 五十八         | 1983          | 870,000                          |
| 59            | 五十九         | 1984          | 533,850                          |
| 60            | 六十           | 1985          | 335,150                          |
| 61            | 六十一         | 1986          | 68,960                           |
| 62            | 六十二         | 1987          | 165,775                          |
| 63            | 六十三         | 1988          | 618,112                          |
| 64            | 六十四         | 1989          | 74,692                           |

### Thời kỳ Bình Thành
Sau đây là ngày lưu hành trong triều đại của Thiên hoàng hiện tại. Akihito lên ngôi vào năm 1989, được đánh dấu với ký tự 元 (nguyên) trên đồng tiền xu để tính một năm. Tiền xu trong giai đoạn này sẽ bắt đầu với ký hiệu tiếng Nhật 平成 (Bình Thành - Heisei).
- Tiền xu Nhật Bản được đọc với thứ tự từ trái qua phải:

"Tên của Thiên hoàng" → "Số thứ tự đại diện cho năm tại vị" → "Năm" (Ví dụ:: 平成 → 九 → 年).
| Năm triều đại | Năm tiếng Nhật | Năm Gregorius | Lượng tiền được đúc (hàng nghìn) |
| ------------- | -------------- | ------------- | -------------------------------- |
| 1             | 元             | 1989          | 666,308                          |
| 2             | 二             | 1990          | 754,953                          |
| 3             | 三             | 1991          | 632,120                          |
| 4             | 四             | 1992          | 538,130                          |
| 5             | 五             | 1993          | 249,240                          |
| 6             | 六             | 1994          | 190,767                          |
| 7             | 七             | 1995          | 248,874                          |
| 8             | 八             | 1996          | 546,213                          |
| 9             | 九             | 1997          | 491,086                          |
| 10            | 十             | 1998          | 410,612                          |
| 11            | 十一           | 1999          | 359,120                          |
| 12            | 十二           | 2000          | 315,026                          |
| 13            | 十三           | 2001          | 542,024                          |
| 14            | 十四           | 2002          | 455,667                          |
| 15            | 十五           | 2003          | 551,406                          |
| 16            | 十六           | 2004          | 592,903                          |
| 17            | 十七           | 2005          | 504,029                          |
| 18            | 十八           | 2006          | 440,594                          |
| 19            | 十九           | 2007          | 388,904                          |
| 20            | 二十           | 2008          | 362,811                          |
| 21            | 二十一         | 2009          | 338,003                          |
| 22            | 二十二         | 2010          | 328,905                          |
| 23            | 二十三         | 2011          | 255,936                          |
| 24            | 二十四         | 2012          | 279,211                          |
| 25            | 二十五         | 2013          | 100,892                          |
| 26            | 二十六         | 2014          | 171,013                          |
| 27            | 二十七         | 2015          | 203,004                          |
| 28            | 二十八         | 2016          | 198,064                          |
| 29            | 二十九         | 2017          | -                                |

## Thư viện hình ảnh

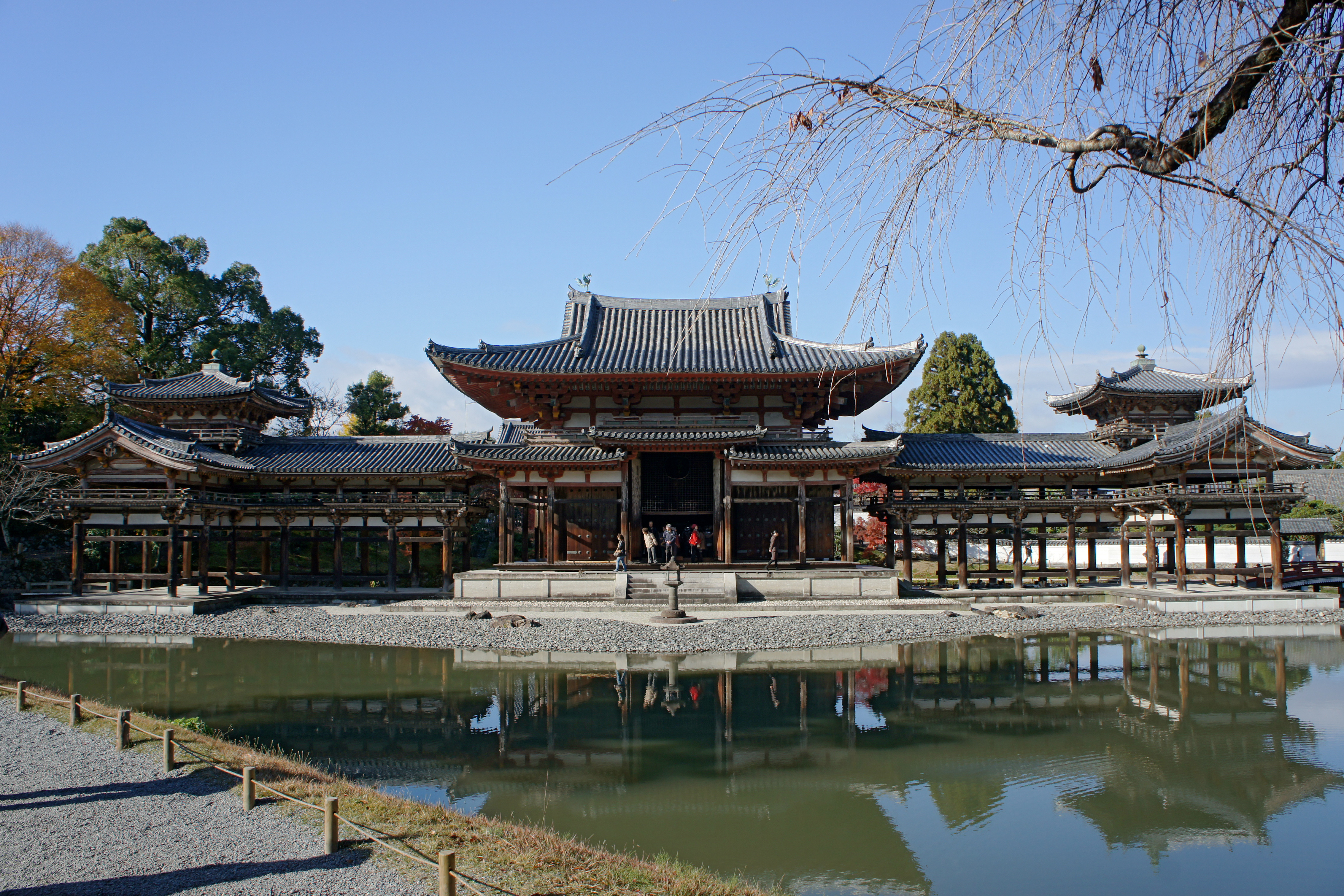
Phượng Hoàng đường được kết hợp trên mặt trước đồng xu.
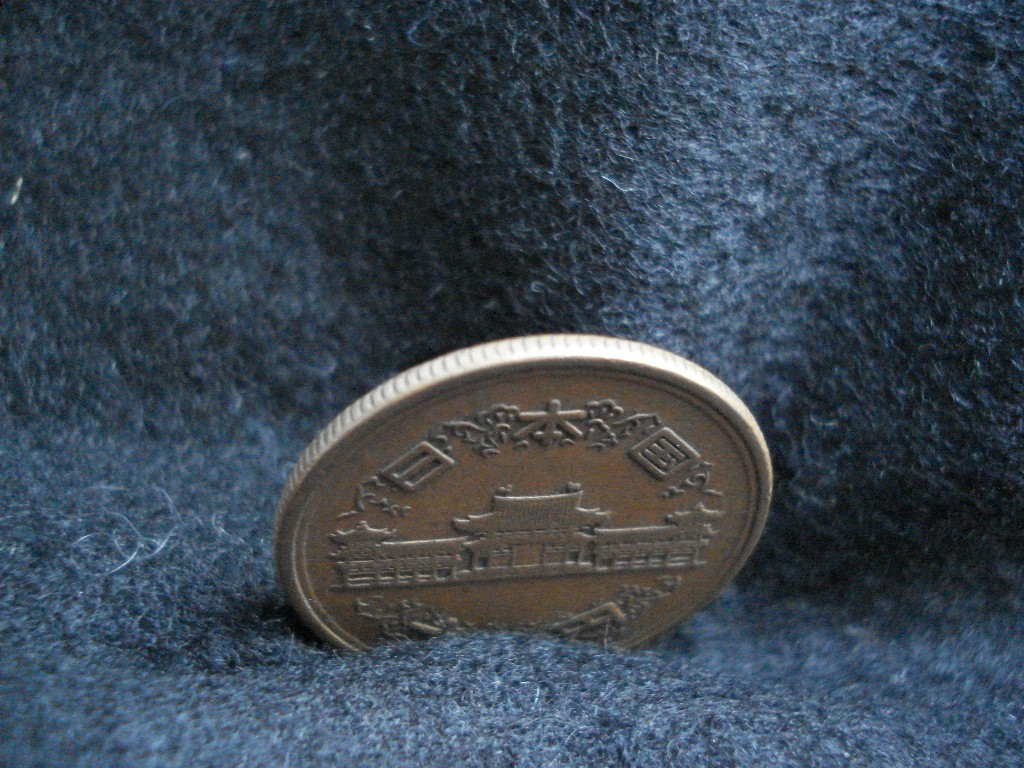
Tiền xu 10 yên từ 1952 (năm thứ 27) với cạnh được làm răng cưa.